# Mustafa Amin
Mustafa Amin (21 de febrero de 1914 – 13 de abril de 1997) fue un escritor, periodista y columnista egipcio que gozó de gran popularidad en el mundo árabe. Reconocido por su punto de vista liberal, Amin y su hermano Ali son considerados como los padres del periodismo moderno árabe.

## Biografía
Mustafa y su hermano gemelo Ali (1914–1976) nacieron en la ciudad de El Cairo, hijos de un abogado. Pasaron gran parte de su infancia en casa de su tío Saad Zaghloul, un prominente político y abogado que fundó el partido liberal nacionalista Wafd y que se desempeñó como primer ministro de Egipto en 1922. Amin asistió a la Universidad Americana en El Cairo y a la Universidad de Georgetown en Washington D. C.
Amin empezó a trabajar como reportero para diarios de El Cairo en 1928 y le fue entregada una columna en el semanario Akher Saa ("Hora Final") en 1934. Después de su graduación de Georgetown en 1938, Amin se desempeñó como editor en jefe de Akher Saa por un año para luego hacer parte de Al-Ahram ("Las Pirámides"), un antiguo y prestigioso periódico en el medio oriente. Durante la década de 1940 siguió trabajando como reportero y columnista, pero en 1944 abandonó su puesto como editor en El-ethnin para fundar junto a su hermano el diario Akhbar el-Yom ("Las noticias de hoy"). Dos años después pasaron a presidir el semanario Akher Saa y en 1951 fundaron dos nuevos semanarios: Akher Lahza y Al-Guil. Finalmente en 1952 iniciaron la publicación del diario Al Akhbar ("Las Noticias"). Amin y su hermano se encontraban produciendo las cinco publicaciones más importantes de Egipto antes de la nacionalización de la prensa egipcia a manos de Gamal Abdel Nasser en 1960.
Como un defensor del liberalismo occidental y de la libre expresión de prensa, Amin fue encarcelado en 1939 luego de criticar al Rey Faruq y fue encarcelado nuevamente en 1950 por el presidente Nasser. Sin embargo, en 1965, tras el pacto de buenas relaciones entre la Unión Soviética y Egipto, Amin fue acusado y arrestado por ser un supuesto espía estadounidense. Después de un juicio secreto fue encarcelado, torturado y confinado cerca de nueve años, antes de ser exonerado y liberado en 1974 por Anwar Sadat.
Amin regresó a la labor periodística, sirviendo como editor del diario Akhbar el-Yom, pero a partir de 1976 se concentró principalmente en su columna titulada Fikra ("Una idea"), la cual el mismo autor creó en 1952.
Adicionalmente a su labor periodística, Amin publicó libros autobiográficos, algunas novelas y varios guiones. También fue docente de periodismo en la Universidad de El Cairo. Creó el fondo de caridad Lailat al-Qadar, recaudando millones de libras egipcias destinadas a donaciones que fueron entregadas en asistencia médica a la población más vulnerable en su país. Amin y su hermano también fueron responsables de la celebración del día de la madre en Egipto. Mustafa continuó escribiendo hasta el día de su muerte, el 13 de abril de 1997.

## Vida personal
Amin estuvo casado con Isis Tantawi y tuvo una hija, Safia, y una nieta.